# Andreas Östling
Nils Daniel Andreas Brinkeborn Östling, född 25 maj 1993, är en svensk fotbollsspelare.

## Karriär
Östling kom till Örgryte IS inför säsongen 2014 efter att ha lämnat sin moderklubb Västerås SK.
I november 2017 värvades Östling av Gais, där han skrev på ett tvåårskontrakt. Efter säsongen 2019 lämnade Östling klubben.
2019 tvingades Östling avbryta fotbollskarriären på grund av skador.

## Privatliv
I juli 2019 gifte sig Östling med Felicia Axelsson och de båda bytte därefter efternamn till Brinkeborn Östling.